# Andrè Fosså Aguiluz
Andrè Fosså Aguiluz (ur. 26 maja 1991 w Oslo) – norweski kolarz BMX, złoty medalista mistrzostw świata.

## Kariera
Największy sukces w karierze Andrè Fosså Aguiluz osiągnął w 2011 roku, kiedy zdobył złoty medal w jeździe na czas podczas mistrzostw świata w Kopenhadze. W zawodach tych wyprzedził bezpośrednio Holendra Jelle van Gorkoma oraz Australijczyka Briana Kirkhama. Startował także na mistrzostwach świata w Pietermaritzburgu (2010) i mistrzostwach w Birmingham (2012), ale nie awansował do finału. Jak dotąd nie brał udziału w igrzyskach olimpijskich.